# Macropeza stephensi
Macropeza stephensi är en tvåvingeart som först beskrevs av Ingram och John William Scott Macfie 1921.  Macropeza stephensi ingår i släktet Macropeza och familjen svidknott. Inga underarter finns listade i Catalogue of Life.